# Granulifusus dondani
Espèce
Granulifusus dondani est une espèce d'escargots de mer de la famille des Fasciolariidae endémique des Philippines.

## Systématique
L'espèce Granulifusus dondani a été décrite en 2003 par le mathématicien et malacologiste américain Martin Avery Snyder (d) (1943-),.

## Distribution
Granulifusus dondani est endémique des Philippines.

## Publication originale
- (en) M. A. Snyder, « The genera Simplicifusus and Granulifusus (Gastropoda: Fasciolariidae) with the description of two new species in Granulifusus », Journal of Conchology, Londres, vol. 38, no 1,‎ août 2003, p. 87-93 (ISSN 0022-0019, OCLC 6988449).